# الدوقة الكبرى ماريا نيكولايفنا من روسيا (1899–1918)
الدوقة الكبرى ماريا نيكولايفنا من روسيا (26 يونيو 1899 – 17 يوليو 1918) هي الابنة الثالثة للقيصر نيقولا الثاني من روسيا، وألكسندرا فيودوروفنا. أسفر اغتيالها الذي أعقب الثورة الروسية في عام 1917 عن تقديسها كحاملة للعاطفة من جانب الكنيسة الأرثوذكسية الروسية.
خلال حياتها، كانت ماريا، التي كانت أصغر من أن تصبح ممرضة في الصليب الأحمر مثل شقيقاتها الأكبر سناً خلال الحرب العالمية الأولى، راعية مستشفى وزارت الجنود المصابين بدلاً من ذلك. وطوال حياتها، لوحظ اهتمامه بحياة الجنود. كان لدى ماريا الغزلية سلسلة من المشاعر البريئة حول الشباب الذين قابلتهم، ابتداء من الطفولة المبكرة. كانت تأمل في الزواج وتكوين أسرة كبيرة.
لقد كانت أختًا كبيرة للدوقة الكبرى، أناستاسيا نيكولايفنا، والتي ترددت شائعات عن هروبها من اغتيال العائلة الإمبراطورية لقرابة 90 عامًا. بيد أنه ثبت في وقت لاحق أن أناستاسيا لم يتهرب. وفي التسعينات من القرن العشرين، أشير إلى أن ماريا ربما كانت هي الدوقة الكبرى التي لم يتم العثور على رفاتها من قبر رومانوف الذي تم اكتشافه بالقرب من يكاترينبورغ، روسيا وتم استخراجه عام 1991. غير أنه تم العثور على رفات أخرى في عام 2007، وأثبت تحليل الحمض النووي في وقت لاحق أن الأسرة الإمبراطورية بأكملها قد قتلت في عام 1918.